# HMAS Ambon
HMAS „Ambon” (FY35) – okręt pomocniczy należący do Royal Australian Navy w okresie II wojny światowej.

## Historia
Statek „Ambon” został zarekwirowany przez RAN 21 września 1942.  Okręt napędzany był 50-konnym silnikiem co dawało mu prędkość maksymalną 6,5 węzła.  Uzbrojenie okrętu stanowił pojedynczy karabin maszynowy Vickers.  W służbie RAN-u „Ambon” pełnił rolę lichtugi motorowej.